# From First to Last
From First to Last (w skrócie FFTL) – założony w 1999 roku początkowo nazywali się First to Last w 2003 zmienili nazwę na From First To Last, amerykański zespół zaczynający jako grupa grająca post hardcore z elementami metalcore, a obecnie dużo lżejszą odmianę post hardcore, nazywany przez fanów zespołem emo.
Obecną siedzibą zespołu jest Los Angeles w Kalifornii, ale początki zespołu związane są z miejscowościami Valdosta (Georgia) i Tampa na Florydzie.
Zespół wydał swoją pierwszą EP Aesthetic w 2003 roku z wokalistą Phillipem Reardonem, a następnie Dear Diary, My Teen Angst Has Body Count w 2004 r. i Heroine w 2006 r., już z wokalistą Sonnym Moore'em.
Po odejściu Moore'a w lutym 2007 r. w związku z pracą przez niego nad solowym projektem electro/alternative, do zespołu dołączył basista Matt Manning, a Matt Good przeniósł się na wokal i gitarę. W 2008 zrealizowali album zatytułowany po prostu From First to Last dla Suretone Records. W dniu 27 sierpnia 2009, From First to Last potwierdził swój udział w Rossstar's Punk DJ Rock Show, co spowodowało, że musieli odejść z wytwórni Suretone, ale związali się kontraktem z Rise Records. Pod koniec 2009 rozstali się z długoletnim gitarzystą i wokalistą Travisem Richterem. Ich czwarty album, Throne to the Wolves został wydany 16 marca 2010. Ich najnowszy singiel to Dead Trees który został wydany 13 lutego 2015 przez Sumerian Records. 27 kwietnia 2015 zespół wydał płytę zatytułowaną Dead Trees. W 2017 roku do składu wrócił Sonny Moore. Również w 2017 FFTL wydali singel Make War. We Wrześniu 2023 Matt Good ogłosił że ponownie został wokalistą.

## Członkowie Zespołu

### Obecny Skład
- Matt Good − gitara (od 1999), główne wokale (1999-2010, 2013-do teraz)
- Matt Manning − gitara basowa, tylne wokale (2007-do teraz)
- Travis Richter – gitara, tylne wokale (2002–2009, 2013-do teraz)
- Derek Bloom − perkusja, programowanie, keyboard (2002-2010, 2013-2014, 2017-do teraz)

### Byli członkowie grupy
- Sonny Moore − wokal (2004-2007, 2017-2023)
- Greg Taylor − perkusja (2002)
- Spencer Sotelo − Wokal prowadzący(2014-2016)
- Phillip Reardon − wokal (2002-2003)
- Joey Brandon − gitara basowa
- Jon Weisberg − gitara basowa (2003–2005)
- Joey Antillion − gitara basowa (2002–2003)
- Chris Lent − keyboard (2008–2009)
- Blake Steiner − gitara, tylne wokale (2009-2010)
- Taylor Larson − gitara rytmiczna(2014-2017)
- Ernie Slenkovich − perkusja, programowanie, keyboard (2014-2016)

### Członkowie sesyjni i koncertowi
- Rick Patterson gitara (2003–2004)
- Alicia Simmons-Way gitara basowa na czas Dead by Dawn II Tour (2005)
- Wes Borland − gitara basowa (na nagranie płyty Heroine i tour grupy, 2005–2006)
- Matthew Fleischman – gitara basowa (2006)
- Jake Frazier – gitara basowa(2009)
- Travis Barker − perkusja (tylko na single "Make War" 2017)

## Historia
Zespół powstał kiedy Travis zaczął grać z Mattem. Był tam Matt, Travis, Joey i Steve. Następnie drogi ze Steve'em się rozdzieliły i do kapeli dołączył Greg (wokal). Oprócz śpiewania zajął się również grą na perkusji i pisaniem piosenek (stworzył 3, które trafiły na demo zespołu). Ich przyjaciel Derek był w blackmetalowej grupie zwanej Memories of Orlando. Ich współpraca rozpoczęła się wraz z przebywaniem ze sobą. Pewnego dnia stwierdzili, że założą zespół zwany Skeleton Slaughter vs. Fetus Destroyer, który później zmienił nazwę na Color of Violence. Członkowie zakochali się w grze Dereka i chcieli zobaczyć jego interpretacje piosenek 'From First to Last'. Po wypróbowaniu go stwierdzili, że jest doskonały, więc zastąpił on Grega.
Po podpisaniu kontraktu z Epitaph Records zespół wziął się do roboty i zaczął nagrywać w Gainseville na Florydzie. Piosenki zostały napisane w 2 tygodnie (oprócz Emily, Hidden Song i I Liked You Better Before You Were Naked on the Internet). Zaczęto nagrywać partie gitarowe bez wokalu. Sonny przyleciał do Georgii aby wypróbować grę na gitarze (ze względu na to, że Matt miał zająć się śpiewaniem), ale role się odwróciły. Jednak w lutym 2007 Moore zdecydował się na karierę solową i odszedł z zespołu. Frontmanem grupy został Matt Good. Do zespołu dołączył również Matt Manning.
W 2008 roku ich utwór "I Once Was Lost But Now Am Profound" wykorzystany został w grze Need for Speed: Undercover, 
24 listopada 2014 roku wydali singiel "Dead Trees" promujący nowy album który został wydany w 27 kwietnia 2015.
30 lipca 2016 roku Sonny Moore podczas audycji Beats 1, w której występował jako Skrillex, udostępnił na swoim facebooku stronę FFTL. W audycję wpleciono 'bonus track', który można nazwać wczesną wersją 'Make War'.. 1 sierpnia 2016 roku Spencer Sotelo napisał na swoim twitterze, że nie jest już dłużej członkiem From First to Last.
15 stycznia 2017 roku zespół oficjalnie wydał single 'Make War' i potwierdził, że Sonny Moore znów jest członkiem zespołu. 7 lutego 2017 roku FFTL zagrali w starym składzie podczas Emo Nite 2016 w Los Angeles, na którym grali piosenki z albumu Dear Diary, My Teenage Angst Has a Body Count oraz nowe single Make War. Cały koncert można było zobaczyć na Instagramie Sonny'ego Moore'a. Matt Good ogłosił 24 września 2023 że ponownie zostaje wokalistą zespołu.
1 czerwca 2024 roku zespół zapowiedział nowy album o nazwie "Genesis" który zostanie wydany w 2024.

## Dyskografia
- Aesthetic EP (2003)
- Dear Diary, My Teenage Angst Has a Body Count (2004)
- Heroine (2006)
- From First to Last (2008)
- Throne to the Wolves (2010)
- Dead Trees (2015)
- Genesis (2024)